# Sonia Bejarano
Sonia Bejarano Sánchez (Cáceres, 2 de agosto de 1981) es una deportista española que compite en atletismo y duatlón. Es doctorada en Ciencias Ambientales por la Universidad de Salamanca, así como Entrenadora Nacional de Atletismo por la Real Federación Española de Atletismo y Entrenadora Superior de Triatlón por la Federación Española de Triatlón.
Ganó dos medallas en el Campeonato Europeo de Atletismo Campo a Través en los años 2007 y 2009. Además, obtuvo una medalla en el Campeonato Mundial de Duatlón de 2014 y una medalla en el Campeonato Europeo de Duatlón de 2019.

## Palmarés internacional
| Campeonato Europeo | Campeonato Europeo | Campeonato Europeo | Campeonato Europeo |
| Año                | Lugar              | Medalla            | Prueba             |
| ------------------ | ------------------ | ------------------ | ------------------ |
| 2007               | Toro (España)      | Medalla de oro     | Equipo             |
| 2009               | Dublín (Irlanda)   | Medalla de bronce  | Equipo             |

| Campeonato Mundial | Campeonato Mundial    | Campeonato Mundial | Campeonato Mundial |
| Año                | Lugar                 | Medalla            | Prueba             |
| ------------------ | --------------------- | ------------------ | ------------------ |
| 2014               | Pontevedra (España)   | Medalla de plata   | Relevo mixto       |
| Campeonato Europeo |                       |                    |                    |
| Año                | Lugar                 | Medalla            | Prueba             |
| 2019               | Târgu Mureș (Rumania) | Medalla de bronce  | Individual         |

## Trayectoria
En sus primeros años, milita en el FC Barcelona y entrena bajo las órdenes de Rosa Colorado Luengo. Ha sido internacional por España en atletismo en más de veinte ocasiones en las categorías junior, sub-23 y absoluta. Sus mayores logros al inicio de su carrera profesional fueron la medalla de oro conquistada en el Campeonato de Europa de cross 2007 por equipos, el bronce, también por equipos, cosechado en el Campeonato de Europa de cross 2009 de Dublín y el oro individual en 5000 en el Campeonato Iberoaméricano 2008 de Chile celebrado en Iquique.
A finales de junio de 2010 logró la cuarta posición en el Campeonato de España de 10 000 metros en pista que se disputó en la ciudad de Cáceres. Tres semanas después volvió a cosechar un puesto de finalista en un Campeonato de España tras finalizar en quinta posición en la prueba de 5000 metros disputada en Avilés.
A comienzos de 2013 se anuncia su fichaje por el equipo de triatlón X3M Majadahonda para competir en pruebas de esta especialidad compaginándolas con las pruebas de fondo y medio fondo. En febrero, logra el subcampeonato femenino de España en Cross Corto por Clubes representando al F.C. Barcelona, disputado en Oropesa del Mar. En abril, continúa su consolidación como atleta a nivel nacional con el subcampeonato nacional absoluto de 10 000 metros celebrado en Mataró y la Medalla de Oro por equipos en la European Challenge disputada en Huelva, donde finaliza en la 6.ª posición absoluta.
En 2014 es internacional por primera vez con la Federación Española de Triatlón representando a España en el Campeonato del Mundo de Duatlón donde logra la 8ª plaza absoluta y la plata en la modalidad de relevos.
En 2015 logra el subcampeonato de España en Triatlón por relevos celebrado en Oropesa del Mar, Castellón formando equipo junto a Ana Burgos Acuña y Sara Pérez Sala. También comienza a ejercer como entrenadora creando el club de runners para profesionales y aficionados, Vitalrunners.
En 2016 se proclama vencedora de la Media Maratón de Getafe. Subcampeona de España en 10 000 m en el Campeonato celebrado en Maia (Portugal). Medalla de Bronce por Equipos en la European Challenge 10.000 m celebrada en Mersin (Turquía) junto a Raquel Gómez y Gema Martín, logrando el 6º puesto individual y siendo la primera atleta española de la prueba.
En 2019 logra su primera medalla internacional en duatlón al conseguir la tercera plaza en el Campeonato Europeo de Duatlón celebrado en Targu-Mures (Rumania).